# London Road Stadium
Il ABAX Stadium - London Road è uno stadio situato a Peterborough, in Inghilterra. Attualmente è utilizzato soprattutto per le partite di calcio del Peterborough United F.C. Lo stadio contiene 14.793 posti a sedere ed è stato costruito nel 1913, anche se il terreno odierno è ben diverso da quello originale:
- Gradinata Sud, 5000 spettatori
- Terrazza "London Road", 3000 spettatori
- Moys, 3600 spettatori
- Gradinata Nord: 4000 spettatori.

Il record di presenze allo stadio è di 30.000 persone, che verrà probabilmente battuto nel prossimo futuro. Il vero record di presenze è però di 14.110, quando fu diminuita la capacità di spettatori fino a quella attuale nel duello vinto dalla squadra di casa contro il Leicester City per 2-0. London Road è stata la sede di alcune grandi partite del Peterborough United in questi ultimi tempi, fra cui quelle contro il Newcastle United nel 4º turno di FA Cup o contro il Manchester United, oltre agli scontri con molte altre squadre inglesi come il Liverpool, il Birmingham City e il Celtic. Qui hanno esordito giocatori come Wayne Rooney, Ruud van Nistelrooy, Ryan Giggs e Rio Ferdinand per citarne alcuni. Anche Owen Hargreaves, nel 2007, ha fatto il suo debutto in questo stadio.